# Lars Tynell (präst)
Lars Petersson Tynell, född 14 november 1853 i Lilla Slågarps socken, Malmöhus län, död 11 mars 1923, var en svensk präst. Han var far till Knut Tynell.
Tynell blev student vid Lunds universitet 1874, avlade teoretisk-teologisk examen 1878 och praktisk-teologisk examen 1879. Han blev andre stadskomminister i Lund 1894 och kyrkoherde i S:t Peters klosters församling i Lund 1911. Han utgav Skånes medeltida dopfuntar (1–4, 1913–21). Han blev korresponderande ledamot av Vitterhetsakademien 1888.